# Lady Zhen
Señora Zhen (26 de enero de 183-4 de agosto de 221), nombre personal desconocido, fue la primera esposa de Cao Pi, el primer gobernante del estado de Cao Wei en el período de los Tres Reinos. En 226, fue honrada póstumamente como  'Emperatriz Wenzhao'  cuando su hijo, Cao Rui, sucedió a Cao Pi como emperador de Wei.

## Primeros años
La dama o señora Zhen nació en el condado de Wuji (無極縣), Comandancia de Zhongshan(中山,), que se encuentra en el actual Condado Wuji, Hebei. Era descendiente de Zhen Han (甄 邯), quien sirvió como Gran Protector (太保) a fines de la dinastía Han Occidental y más tarde General en jefe (大將軍) durante la efímera Dinastía Xin. Su padre, Zhen Yi (甄 逸), se desempeñó como prefecto de Condado de Shangcai a fines de la dinastía Han oriental. Murió cuando la señora Zhen tenía alrededor de tres años. La madre de la señora Zhen, cuyo apellido de soltera era Zhang (apellido)(張), era de la Comandancia de Changshan (常山, alrededor del actual Condado de Zhengding, Hebei). Los padres de la señora Zhen tuvieron tres hijos y cinco hijas: el hijo mayor Zhen Yu (甄豫), que murió temprano; el segundo hijo Zhen Yan (甄儼), que se convirtió en xiaolian y más tarde se desempeñó como asistente del General en Jefe y como Jefe del Condado de Quzhou; el tercer hijo Zhen Yao (甄堯), que también era un "xiaolian"; la hija mayor Zhen Jiang (甄姜); la segunda hija Zhen Tuo (甄脫); la tercera hija Zhen Dao (甄道); la cuarta hija Zhen Rong (甄榮). La señora Zhen era la más joven de las cinco hijas.
Zhen Yi una vez llevó a sus hijos a conocer a Liu Liang (劉良), una adivina, que comentó sobre la señora Zhen, "Esta chica se volverá muy noble en el futuro". A diferencia de muchos niños de su edad, la joven señora Zhen no disfrutaba jugando. Una vez, cuando tenía ocho años, sus hermanas fueron al balcón para ver a un grupo de artistas ecuestres que actuaban fuera de su casa, pero la señora Zhen no se unió a ellas. Sus hermanas estaban desconcertadas por lo que le preguntaron, y ella respondió: "Eso ¿Es algo que una chica debería ver?". Cuando tenía nueve años, se interesó por las artes escénicas y comenzó a leer libros y utilizar los materiales de escritura de sus hermanos, que le dijeron: "Deberías estar aprendiendo lo que tradicionalmente hacen las mujeres (como tejer). Cuando comenzaste a leer, ¿estabas pensando en convertirte en una mujer académica?”. La señora Zhen respondió: "He oído que las mujeres virtuosas de la historia aprendían de los éxitos y fracasos de los que vivieron antes que ellas. Si no leyeron, ¿Cómo aprendieron todo eso?”.
Hacia el fin de la dinastía Han, después de la muerte de emperador Ling de Han, China entró en un período caótico porque la autoridad del gobierno central se debilitó, y los funcionarios regionales y los señores de la guerra comenzaron a luchar entre sí en un intento de obtener la supremacía. El pueblo sufría de pobreza y hambre, y muchas familias adineradas que tenían artículos costosos como joyas ofrecían vender estos objetos de valor a cambio de comida. La familia de la señora Zhen tenía grandes reservas de cereales, y planeaban aprovechar la situación para vender su grano a cambio de artículos valiosos. La señora Zhen, que tenía unos 10 años en ese momento, le dijo a su madre: "No es malo tener artículos caros, pero en esta época caótica, poseer esos artículos se ha convertido en una fechoría. Nuestros vecinos están sufriendo de hambre, ¿Por qué don no distribuimos nuestro grano excedente a nuestros conciudadanos? Este es un acto de bondad y amabilidad". Su familia la elogió por su sugerencia y siguió su consejo.
Cuando la señora Zhen tenía 14 años, su segundo hermano Zhen Yan (甄儼) murió, y ella estaba profundamente afligida. Continuó mostrando respeto hacia la viuda de Zhen Yan e incluso ayudó a criar a su pequeño sobrino. La madre de la señora Zhen era particularmente estricta con sus nueras y las trataba con dureza. La señora Zhen le dijo a su madre: "Es desafortunado que el Segundo Hermano muriera temprano. La Segunda Cuñada se quedó viuda a tan temprana edad y ahora se queda sola con su hijo. Deberías tratar a tus nueras mejor y amarlas como te gustaría a tus propias hijas". La madre de la señora Zhen quedó tan conmovida que lloró y comenzó a tratar mejor a sus nueras y les permitió acompañarla y esperarla.

## Matrimonios con Yuan Xi y Cao Pi
En algún momento a mediados de la época Jian'an (196-220) del reinado de emperador Xian de Han, la señora Zhen se casó con Yuan Xi, el segundo hijo de Yuan Shao, un caudillo que controlaba gran parte del norte de China. Yuan Shao luego puso a Yuan Xi a cargo de Youzhou por lo que hubo de partir para asumir su nombramiento. La señora Zhen no siguió a su marido y permaneció en Ye (en la actualidad, Handan, Hebei), el centro administrativo del dominio de Yuan Shao, para cuidar de su suegra.
Yuan Shao perdió ante su rival, Cao Cao, en la batalla de Guandu en 200 d. C. y murió dos años más tarde. Después de su muerte, sus hijos Yuan Tan y Yuan Shang se vieron envueltos en luchas intestinas por el vasto dominio de su padre. Cuando los hermanos Yuan se cansaron de sus guerras mutuas, Cao Cao los atacó y los derrotó, conquistando rápidamente los territorios controlados por los Yuan. En 204, Cao Cao derrotó a Yuan Shang en la batalla de Ye y sus fuerzas ocuparon la ciudad. El hijo de Cao Cao, Cao Pi, entró en la residencia de Yuan Shao y conoció a la señora Liu (la madre de Yuan Shao) y a la señora Zhen. La dama Zhen estaba tan aterrada que enterró su cara en el regazo de su suegra. Cao Pi dijo: "¿Qué está pasando, señora Liu? ¡Pídale a esa señora que levante la cabeza!". Cao Pi quedó muy impresionado y fascinado por la belleza de la señora Zhen cuando la vio. Su padre le permitió casarse con ella poco más tarde.

## Muerte
Después de que Cao Cao murió a principios de 220, su título de rey vasallo - "Rey de Wei" (魏王) - fue heredado por Cao Pi. Más tarde ese año, Cao Pi obligó al emperador Xian de Han, a quien había jurado lealtad nominal, a abdicar a su favor, terminando efectivamente con la dinastía Han. Cao Pi se convirtió en el nuevo emperador y estableció el estado de Cao Wei, que marcó el comienzo del período de los Tres Reinos. El destronado emperador Xian fue degradado al rango de duque: el duque de Shanyang (山陽公). El exemperador presentó a sus dos hijas a Cao Pi para que fueran sus concubinas y Cao Pi comenzó a favorecer a otras concubinas, especialmente a Guo Nüwang. Cuando la señora Zhen se dio cuenta de que Cao Pi la favorecía menos, comenzó a quejarse. Cao Pi se puso furioso cuando se enteró. El 4 de agosto de 221, envió un emisario a Ye (en la actualidad, Handan, Hebei) para ejecutar a la señora Zhen mediante suicidio forzado. La Dama Zhen fue enterrada en Ye el 20 de marzo de 227.

### Historia alternativa de la muerte de la Dama Zhen
El Wei Shu (魏書) menciona que Cao Pi emitió un edicto sobre la señora Zhen, pidiéndole que se mudara al recién construido Palacio Changqiu (長秋) en Luoyang. La señora Zhen se negó humildemente, afirmando que sentía que no era lo suficientemente capaz de manejar el harén imperial, y también porque estaba enferma. Cao Pi luego envió consecutivamente otros dos edictos, pero la dama Zhen rechazó ambos. Era alrededor del verano en ese momento. Cao Pi pretendía llevar a la señora Zhen de Ye a Luoyang en otoño, cuando el clima fuera más fresco. Sin embargo, la señora Zhen murió de enfermedad en Ye unos meses más tarde. Cao Pi lloró su muerte y después la elevó póstumamente a la categoría de emperatriz.

## Honores póstumos
Cao Pi murió el 29 de junio de 226 y fue sucedido por Cao Rui, quien se convirtió en el segundo gobernante de Cao Wei. El 25 de julio de 226, Cao Rui otorgó a su madre el nombre póstumo de "Emperatriz Wenzhao", que literalmente significa "emperatriz cultivada y diligente". La familia y los parientes de la señora Zhen también recibieron títulos nobiliarios.
El texto histórico Han Jin Chunqiu menciona que el emperador siempre había estado al tanto, y enojado y triste por el fin de su madre. Al subir al trono, le preguntó a Guo Nüwang al respecto. Ella contestó: "El último emperador fue quien ordenó su muerte. ¿Por qué me lo preguntas? Eres el hijo de tú padre, así que puedes culpar a tú padre muerto. ¿Vas a matar a tú madrastra por tú verdadera madre?" Furioso, le ordenó que se suicidase. Luego ordenó que fuera enterrada con todos los ritos que le correspondían como emperatriz, pero también que su cadáver fuera tratado como lo había sido el de su madre: la cara cubierta por el cabello y la boca llena de cáscaras de arroz. Sin embargo, otro texto histórico, el Weilüe, asegura que tras la muerte por enfermedad de la emperatriz viuda, fue la esposa del emperador, la señora Li, quien le contó la verdad y este ordenó que el cuerpo de la fallecida fuera tratado del mismo modo que el de su madre.

## Fiabilidad histórica
La fuente histórica tradicional para el conocimiento de su biografía es el Sanguozhi (Registros de los Tres Reinos) escrito por Chen Shou en el siglo III. En el siglo V, Pei Songzhi anotó el Sanguozhi añadiendo información de otros textos y comentarios personales. Sus principales fuentes para esas anotaciones fueron el Wei Shu (Libro de Wei) de Wang Chen, Xun Yi y Xuan Ri, y el Weilüe (Breve Libro de Wei) de Yu Huan. Las anécdotas sobre la excelente conducta moral de la señora Zhen, como su cuidado a familiares, piedad filial hacia su suegra, tolerancia hacia las otras esposas de Cao Pi etc, fueron incorporadas entonces puesto que no aparecen en la versión original del Sanguozhi. En sus comentarios, Pei informa de sus dudas sobre los "hechos virtuosos" de la señora Zhen y otras nobles damas Wei, dada la escasez de fuentes alternativas disponibles. Tanto el Wei Shu como el Weilüe eran tratados oficiales de Wei, por lo que cabía la posibilidad de que estuvieran sesgados a su favor por los historiadores Wei, para promover una imagen positiva de la dama Zhen. Pei Songzhi indica que Chen Shou hizo bien en omitir información cuestionable cuando compiló el Sanguozhi.